# Celestina Petibon
Celestina Petibon (siglo XIX), conocida como Madame Petibon, fue una modista española, proveedora oficial de la Casa Real y una de las más afamadas de la época del Madrid del Romanticismo.

## Trayectoria
Celestina Petibon, conocida como Madame Petibon, tenía su taller y tienda primero en el número 4 de la calle de Fuencarral de Madrid y después en el número 9 de la calle de Preciados de la misma ciudad. Inició su actividad al menos en 1830.
En algunas fuentes se indica que era francesa, pero se sabe que algunas modistas españolas de la época cambiaban sus nombres para parecer francesas y poder competir con las novedades textiles que llegaban de París y que atraían a las señoras pudientes de la época, como la señora De Mansillas.
En su tienda vendía sombreros, abrigos, manteletas así como guarniciones de flores y plumas. Solía recibir género desde Francia. Entre sus clientes se encontraban varias damas de la familia real, además de la propia Isabel II. En 1874 recibió el título de proveedora real.
Su taller, junto al de Madame Honorine, fue uno de los más activos, singulares y prestigiosos de la época, considerándose que sus creaciones podían competir incluso con las "hechas en París" y llegando a ser mencionada por Ramón de Mesonero Romanos en varias de sus obras. Era también la modista de referencia para la cabecera de El Correo de las Damas que recurrían a ella frecuentemente para resolver consultas o dudas sobre cuestiones de moda.

## Legado
La Biblioteca Regional de Madrid almacena documentación sobre Celestina Petibón como proveedora real.